# 1447
| 1447               |
| ------------------ |
| Dødsfald - Fødsler |
|                    |

| Gregoriansk kalender | 1447 MCDXLVII           |
| Ab urbe condita      | 2200                    |
| Armensk kalender     | 896 ԹՎ ՊՂԶ              |
| Kinesiske kalender   | 4143 – 4144 丙寅 – 丁卯 |
| Etiopisk kalender    | 1439 – 1440             |
| Jødisk kalender      | 5207 – 5208             |
| Hindukalendere       |                         |
| - Vikram Samvat      | 1502 – 1503             |
| - Shaka Samvat       | 1369 – 1370             |
| - Kali Yuga          | 4548 – 4549             |
| Iransk kalender      | 825 – 826               |
| Islamisk kalender    | 851 – 852               |

Konge af Danmark: Christoffer 3. 1440-1448
Se også 1447 (tal)

## Dødsfald
- Ridder Niel Banner Thomsen (født 1400).